# Волосница (приток Великой)
Волосница — река в Кировской области России. Устье реки находится в 99 км по правому берегу реки Великой. Длина реки составляет 50 км. Площадь водосборного бассейна — 576 км².

## Течение
Исток реки на холмах Северных Увалов в 12 км к северо-западу от города Мураши. Неподалёку от истока Волосницы находятся истоки нескольких верхних притоков реки Кузюг, здесь проходит водораздел бассейнов Моломы и Великой. Река течёт на юг и юго-восток, русло сильно извилистое. Верхнее и среднее течение реки проходит по территории Мурашинского района, нижнее — по территории Юрьянского.
Река течёт по лесному, частично заболоченному массиву, собирая воду многочисленных небольших притоков. Вблизи реки стоят деревни Чудиновцы и Верхнее Лапотное. Впадает в Великую ниже посёлка при станции Великая (Верховинское сельское поселение). Ширина реки перед устьем — 12 метров.

## Притоки (км от устья)
- река Красная (пр)
- река Пуста (лв)
- 10 км: река Топориха (пр)
- 12 км: река Плоская (пр)
- 13 км: река Черновица (пр)
- 18 км: река Петроковица (в водном реестре — без названия) (пр)
- река Песчанка (лв)
- 24 км: река Берёзовка (пр)
- ручей Малая Еловая (лв)
- 27 км: ручей Еловая (лв)

## Данные водного реестра
По данным государственного водного реестра России относится к Камскому бассейновому округу, водохозяйственный участок реки — Вятка от города Киров до города Котельнич, речной подбассейн реки — Вятка. Речной бассейн реки — Кама.
Код объекта в государственном водном реестре — 10010300312111100034280.